# Bongor
Bongor (tiếng Ả Rập: بونقور) là thủ phủ của vùng Mayo-Kebbi Est, Tchad. Nó nằm trên bờ phía đông của sông Logone.

## Lịch sử
Bongor từng là một phần của Cameroon thuộc Đức. Năm 1904, sĩ quan Đức Herbert Kund đã xây dựng một đồn quân sự gần đó.

## Địa lý
Thành phố nằm gần biên giới với Cameroon, cách thủ đô N'Djamena khoảng 235 km.

## Kinh tế và cơ sở hạ tầng
Bongor có một khu chợ, sân bay, bưu điện và bệnh viện. Bông và gạo là những cây trồng chính trong thành phố.

## Nhân khẩu
| Năm  | Dân số |
| ---- | ------ |
| 1988 | 19.900 |
| 1993 | 20.448 |
| 2008 | 29.268 |
| 2010 | 30.518 |